# Spathenotus tridentatus
Spathenotus tridentatus är en insektsart som beskrevs av Ramos 1957. Spathenotus tridentatus ingår i släktet Spathenotus och familjen hornstritar. Inga underarter finns listade i Catalogue of Life.